# Championnat de France des rallyes 1982
Navigation
Édition précédente Édition suivante
Le championnat de France des rallyes 1982 fut remporté par le pilote normand Jean-Luc Thérier sur une Renault 5 Turbo.

## Rallyes de la saison 1982
| N° | Dates                     | Rallye                    | Vainqueur           | Copilote                         | Voiture         |
| 1  | 13 mars-14 mars           | Critérium de Touraine     | Bernard Béguin      | Jean-Jacques Lenne               | Porsche 911 SC  |
| 2  | 26 mars-28 mars           | Rallye des Garrigues      | Bruno Saby          | Françoise Sappey                 | Renault 5 Turbo |
| 3  | 16 avril-18 avril         | Critérium Alpin           | Jean-Luc Thérier    | Michel Vial                      | Renault 5 Turbo |
| 4  | 7 mai-8 mai               | Tour de Corse             | Jean Ragnotti       | Jean-Marc Andrié                 | Renault 5 Turbo |
| 5  | 22 mai-23 mai             | Rallye Terre de Provence  | François Chatriot   | Annick Peuvergne                 | Renault 5 Turbo |
| 6  | 5 juin-6 juin             | Rallye du Mont-Blanc      | Bruno Saby          | Françoise Sappey                 | Renault 5 Turbo |
| 7  | 3 juillet-4 juillet       | Rallye des 1000 Pistes    | Jean-Luc Thérier    | Michel Vial                      | Renault 5 Turbo |
| 8  | 4 septembre-5 septembre   | Rallye Terre de Biarritz  | Jean-Luc Thérier    | Michel Vial                      | Renault 5 Turbo |
| 9  | 17 septembre-23 septembre | Tour de France automobile | Jean-Claude Andruet | Michèle Espinosi-Petit ("Biche") | Ferrari 308 GTB |
| 10 | 15 octobre-17 octobre     | Rallye d'Antibes          | Bernard Béguin      | Jean-Jacques Lenne               | Porsche 911 SC  |

## Classement du championnat
| Place | Pilote                    | Voiture                | Points | 1   | 2   | 3   | 4  | 5   | 6   | 7   | 8   | 9  | 10  |
| ----- | ------------------------- | ---------------------- | ------ | --- | --- | --- | -- | --- | --- | --- | --- | -- | --- |
| 1er   | Jean-Luc Thérier          | Renault 5 Turbo        | 107    |     |     | 1er | ab |     | 2e  | 1er | 1er | 2e | 4e  |
| 2e    | Bernard Béguin            | Porsche 911 SC         | 98     | 1er | 4e  | ab  | 3e | 2e  | 3e  |     | 3e  |    | 1er |
| 3e    | Bruno Saby                | Renault 5 Turbo        | 81     |     | 1er | 2e  | 5e |     | 1er | 5e  | 2e  |    |     |
| 4e    | Jean-Claude Sola          | Renault 5 Alpine       | 75     |     | 8e  | ab  |    |     | 4e  | 6e  | 8e  | 7e | 7e  |
| 5e    | Jean-Sébastien Couloumies | Opel Manta             | 67     | 10e | 9e  | 8e  | ab | 8e  | 7e  |     | 7e  |    |     |
| 6e    | François Chatriot         | Renault 5 Turbo        | 48     |     | 5e  | ab  |    | 1er | ab  |     | 4e  | 4e | 5e  |
| 7e    | Alain Errani              | Opel Manta             | 46     |     | 10e | 14e |    | 9e  |     |     |     |    |     |
| 8e    | Yves Loubet               | Alfa Romeo Alfetta GTV | 44     |     |     |     |    |     |     |     |     |    |     |
| 9e    | Maurice Chomat            | Citroën Visa           | 40     | 5e  |     | ab  |    | 3e  |     |     | 10e |    |     |
| 10e   | Bruno Bouscary            | Volkswagen Golf GTI    | 38     |     |     | ab  |    |     |     |     |     |    |     |

### Autres championnats/coupes sur asphaltes
Championnat de France des rallyes 2e Division : 
1er  Gilbert Sau sur Renault 5 Turbo